# 小行星5873
小行星5873（5873 Archilochos）是一颗绕太阳运转的小行星，为主小行星带小行星。该小行星于1989年9月26日发现。

## 轨道参数
小行星5873的轨道半长轴为2.1991638 UA，离心率为0.186。